# Meister des Londoner Gnadenstuhls

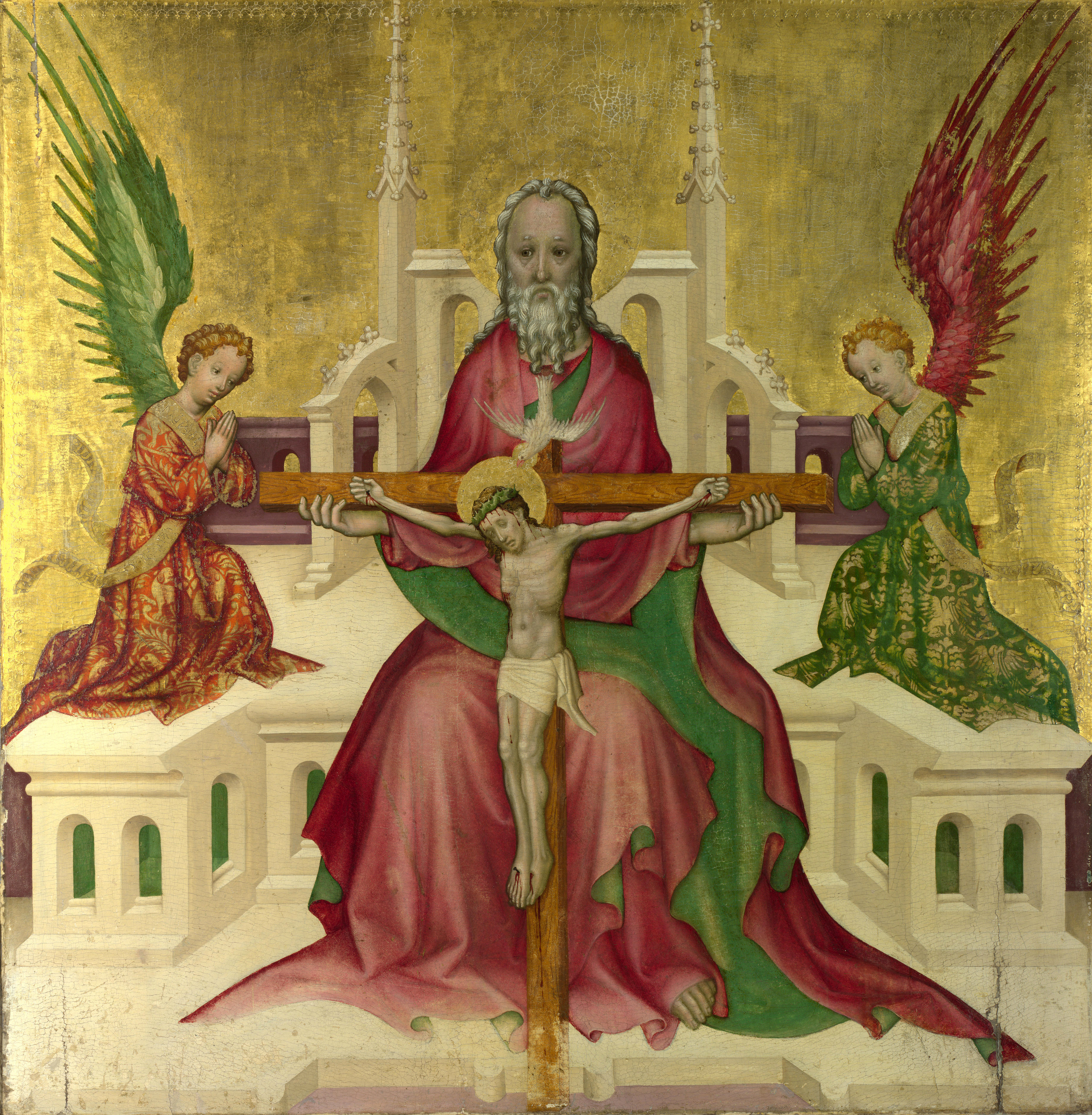
Gnadenstuhl, österreichischer Meister (Meister des Londoner Gnadenstuhls), Anfang 15. Jh.

Als Meister des Londoner Gnadenstuhls wird der spätgotische Künstler bezeichnet, der um 1420 oder 1430 ein Bild der Heiligen Dreifaltigkeit malte. Das nach diesem Motiv so genannte Gnadenstuhlbild befindet sich heute in der National Gallery in London und gab dem namentlich nicht sicher bekannten Künstler seinen Notnamen.

## Identifizierung
Der Meister des Londoner Gnadenstuhls war in der Steiermark tätig. Er wird meist mit dem Meister der St. Lambrechter Votivtafel oder auch mit Hans von Tübingen gleichgesetzt. Daher wird sein Notname in der Kunsthistorik unter Vorbehalt geführt.

## Der Londoner Gnadenstuhl
Der Londoner Gnadenstuhl ist die Mitteltafel eines ehemals dreiteiligen Flügelaltars. Dies ist an Spuren der Scharniere dieser Flügel erkennbar. Das Bild stellt in einer für seine Zeit besonderen und typischen Art und Weise die Dreifaltigkeit dar. In Anlehnung an das Motiv einer Pietà zeigt es den thronenden Gottvater, der den gekreuzigten Christus hält, umgeben von zwei Engeln. In der Bildmitte ist die Taube als Symbol des Heiligen Geistes zu sehen. Dieser Bildtypus wird auch als „Gnadenstuhl“ bezeichnet.
In London wird das Bild unter dem englischen Titel „The Trinity with Christ Crucified“ (Die Heilige Dreifaltigkeit mit dem gekreuzigten Christus) geführt und einem unbekannten österreichischen Maler zugeordnet.

## Malstil
Der Malstil des Meister des Londoner Gnadenstuhls ist ein Beispiel des Weichen Stils in der Steiermark. Der Meister soll Einfluss rheinischer Malerei in der Steiermark zeigen, wie ihn auch andere manchmal als Murgtalschule zusammengefasste steirische Maler seiner Zeit zeigen. Auch der Anklang französischer Malerei aus Avignon wird gesehen.

## Andere Werke
- Die vom Meister des Londoner Gnadenstuhls geschaffenen Flügel des Gnadenstuhlbildes befinden sich heute in der Kapelle des Schlosses Rastenberg am Kamp.
- Dem Meister des Londoner Gnadenstuhls wird eine aus St. Lambrecht stammende Tafel einer Thronenden Maria im Strahlenkranz (um 1420/25, heute im Joanneum in Graz) zugeordnet.